# Simona Manzaneda
Simona Manzaneda (Mecapaca, 28 de outubro de 1770 - La Paz, 16 de novembro de 1816), também conhecida como La Manzaneda ou La Jubonera, foi uma revolucionária boliviana, que lutou contra os Império Espanhol pela independência da Bolívia. Atuou como espiã e foi uma das líderes dos patriotas na tomada de La Paz, em 1814. Foi declarada oficialmente como heroína da independência pelo Conselho Municipal de La Paz.

## Biografia
Nasceu em 28 de outubro de 1770, em Mecapaca, no distrito de La Paz, como Simona Josefa Manzaneda, filha de María Josefa Manzaneda. Casou-se com Pablo González, com quem teve um filho, chamado José María. Trabalhou como costureira de jubones, pelo seu talento, ganhou o apelido de La Jubonera.
Após a morte de seu marido, Manzaneda passou a ser uma espiã, levando informações entre os revolucionários, e informações dos quartéis para os patriotas. Em 16 de julho de 1809, liderou um grupo que tomou o Quartel dos Veteranos para obter armas e munições para a revolução. Mais tarde, liderou moradores da colina de Santa Bárbara para lutar junto aos patriotas, mas foram capturados pelas tropas de Goyeneche, e Manzaneda passou a ser procurada. Refugiou-se em Mecapaca até 1814, quando liderou um grupo de patriotas na tomada de La Paz, organizada pela Junta del Cuzco, contra Valde Hoyos.

Manzaneda foi presa e condenada por deslealdade ao rei. E em 16 de novembro de 1816, foi humilhada, torturada e assassinada em público.